# Newtontoppen
Newtontoppen is met een hoogte van 1713 meter de hoogste berg van Spitsbergen. De berg is gelegen in het noordoosten van het eiland, in het gebied Nieuw-Friesland (Noors: Ny-Friesland). De berg bestaat vooral uit silurisch graniet.
De naam van de berg is afkomstig van de natuurkundige Isaac Newton. De omringende bergen zijn genoemd naar andere beroemde astronomen en wiskundigen.